# Flecha

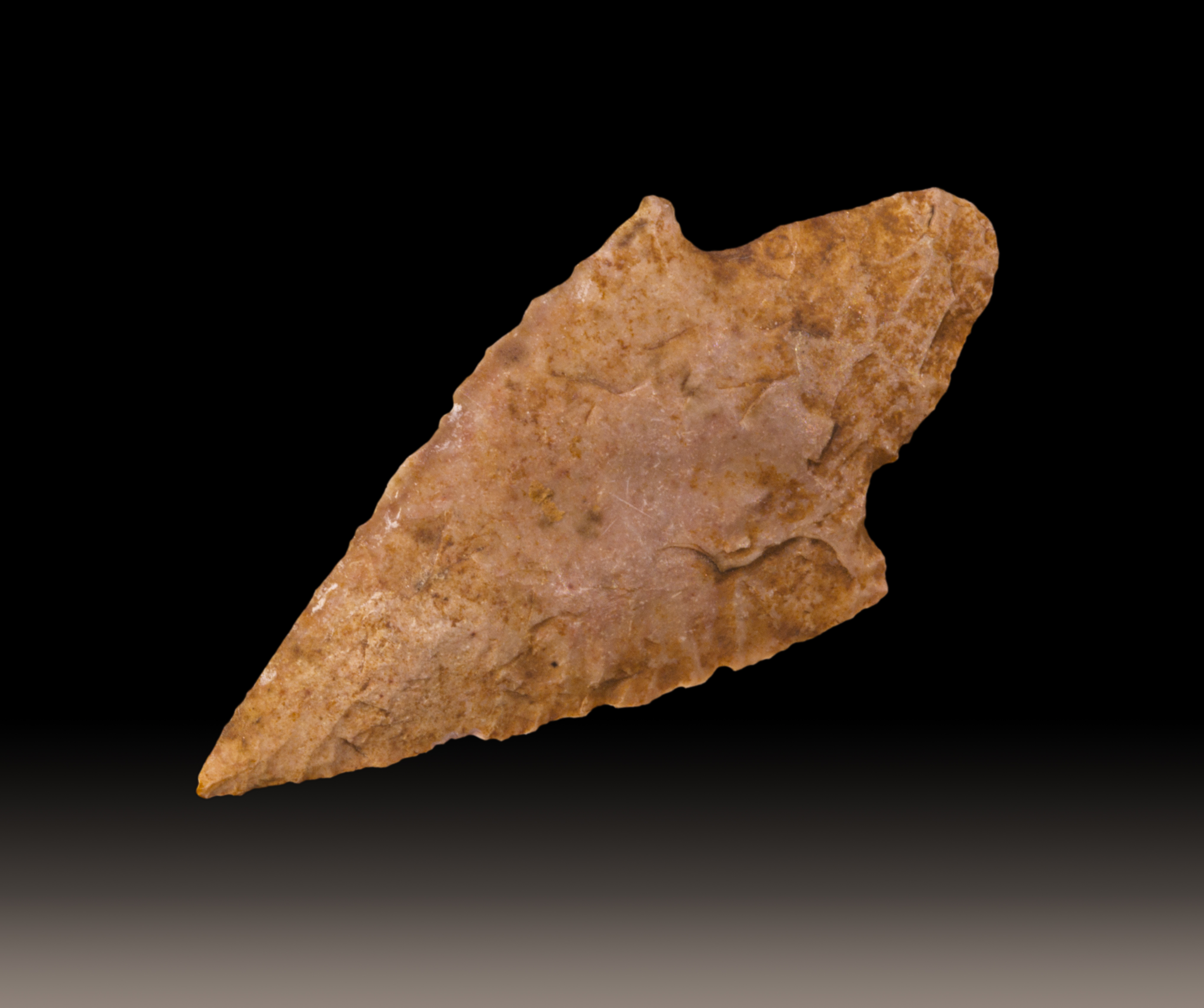
Ponta de flecha do Neolítico

Uma flecha (do francês flèche, que por sua vez veio do frâncico flukka), frecha ou seta é um projétil de madeira ou metálico, pontiagudo e disparado com um arco. Suas origens são remotas. É um artefato comum à maioria das culturas humanas.
Uma flecha consiste em uma haste longa e fina, com seção circular, feita originalmente de madeira e agora também de alumínio, fibra de vidro ou de carbono. Ela é afiada na ponta ou armada com uma ponta de flecha em uma extremidade, dispondo na outra de um engaste (o conto, em inglês denominado de "nock" ) para fixação na corda do arco.
Pontas de flecha são disponibilizadas em uma variedade de tipos, adequando-se ao uso que será feito da flecha, seja desportivo, caça ou militar. Próximo à extremidade posterior da flecha, são colocadas superfícies de estabilização que constituem a empenagem da flecha, a fim de ajudarem na estabilização da trajetória de voo. Geralmente em número de três, as penas são dispostas ao redor da haste formando um ângulo de 120 graus entre si. Nas flechas modernas, as penas são fabricadas em plástico e afixadas com cola especial.
Artesãos que fabricam flechas são conhecidos como "flecheiros".

## Feitio

### Dimensões

#### Comprimento
No que toca ao comprimento, as flechas costumam ser tão compridas quanto a amplitude de abertura tênsil máxima do fio do arco,  acrescida de mais dois ou três centímetros. Quer isto dizer que, se estivermos a falar do arco simples ou laminado médio, as setas medirão entre 35% a 45% do comprimento do arco, ao passo que, se estivermos a falar de arcos compósitos, que por sinal são mais flexíveis e por isso têm uma amplitude de abertura tênsil maior, já poderemos estar a falar de setas com até 70% do comprimento do respectivo arco.
Em média, portanto, as flechas dos arcos curtos mediriam entre 30 a 40 centímetros de comprimento, ao passo que as dos arcos longos, já mediriam 70-80 centímetros.

#### Peso

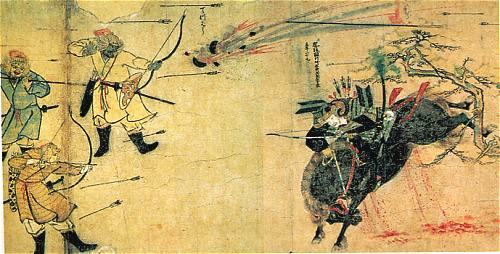
Representação oriental de arqueiros a desfrechar setas sobre o inimigo

No que toca ao peso, as flechas devem estar equilibradas face ao poder de tracção do arco que as vai disparar. Assim sendo, se estivermos a falar da prática de tiro com arco, basta ao arco que o seu poder de tracção seja 900 a 1.400 vezes superior ao peso da seta. Se estivermos a falar de um contexto bélico, o arco deverá ter um poder de tracção pelo menos 700 vezes superior ao peso da flecha. Por último, se estiver em causa  a prática de "tiro à distância", então o arco já terá de ter um poder de tracção 4.300 vezes superior ao do peso da seta, de feição a dispará-la o mais longe possível.
Contam-se, portanto, as seguintes categorias de peso, para as flechas:
- Flechas pesadas- que são as que pesam de 60 a 120 gramas, sendo que o seu desiderato principal era a guerra. Usavam-se com arcos de médias dimensões. Ofereciam uma cadência de disparo, ou "desfrechamento", mais lentígrada e um âmbito de alcance mais exíguo, mas, em contrapartida, também propiciavam um potencial cinético de perfuração maior. Sendo, por isso, mormente utilizadas contra adversários couraçados.[7][8]
- Flechas médias  - que são as que pesam entre 30 a 60 gramas. De uma maneira geral, mostram-se mais céleres na cadência de desfrechamento e oferecem um âmbito de alcance maior, sendo certo que o seu poder de perfuração é menos significativo do que o das flechas pesadas.[9]

- Flechas leves - que são as que pesam por torno dos 15 a 30 gramas, sendo que o seu desiderato primacial é o tiro ao alvo. São, naturalmente, as que têm maior raio de alcance e as que têm a cadência de desfrechamento mais rápida e produzindo a menor quantidade de danos, mercê do pouca força cinética que são capazes de obter, quando comparadas com os outros tipos de setas.[7][4]
- Flechas voadoras- que são as que pesam menos de 15 gramas. Estas setas têm pequenas dimensões e primam pela seu notável aerodinamismo, foram concebidas com o propósito de se usarem no tiro à distância, pelo que a precisão não é o escopo principal a que se prestam. São particularmente populares no Próximo Oriente, em locais como a Turquia ou os países do Levante.[10][11]

### Composição
No que toca à sua composição, as flechas são compostas por uma haste de madeira; uma ponta, geralmente metálica e perfurante; e uma contraponta, o chamado conto.

#### Haste
A haste é o corpo da flecha e é nela que encaixam as suas outras componentes. Na Europa, as hastes das flechas pré-históricas eram feitas de viburno ou noveleiro (Viburnum lantana), ulteriormente, na Idade Média, tornam-se mais populares as hastes de choupo (Populus tremula), de faia (Fagus sylvatica), freixo (Fraxinus angustifolia) e aveleira (Corylus avellana). Actualmente, ainda há alguns tipos de flechas de madeira, feitas de cedro, mas em geral costumam ser feitas de fibras de carbono ou tubos ocos de alumínio, o que as torna particularmente leves e potencia as distâncias máximas que aquelas conseguem percorre, com a vantagem acrescida de que são menos propensas a entortar e nunca ganham farpas. O espectro de grossuras das hastes alterna entre os 3 milímetros, nas flechas de fibra de carbono, que têm  maior alcance, e os 13 milímetros nas flechas de guerra de madeira mais pesadas. Por seu turno, a  flecha-média de caça medieval mediria cerca de 8 milímetros, ao passo que para as flechas de guerra ascenderia aos 9,5 milímteros.

#### Pontas
É a parte final da flecha, geralmente é metálica e serve finalidades perfurantes, porém, tal como sucede com os virotes, há muitas variedades de pontas diferentes, e nem todas almejam as mesmas finalidades. As flechas além de classificados em função do tamanho, também eram classificadas em função do tipo de ponta.

#### Conto
À contraponta da flecha  dá-se o nome de «conto», deste tempos medievais. Esta componente da flecha era, geralmente, emplumada ou empenada, isto é, dotada de rémiges. As rémiges das flechas medievais geralmente eram de pena de ganso ou cisne; os povos orientais, por seu turno, perferiam-nas de pena de águia, gavião, faisão ou garça, enquanto que os ameríndios brasileiros privilegiavam as penas de mutum, arara e harpia. As flechas eram emplumadas com 3 rémiges, presas com fio ou resinas, e dispostas de forma helicoidal, de maneira a imprimir uma trajectória giroscópica à seta, conferindo-lhe assim um maior poder cinético, uma maior estabilidade de voo e, por conseguinte, um maior poder de penetração. Os japoneses distinguiam entre as flechas que descreviam trajectórias giroscópicas que giram em sentido horário, as haya e as que giram em sentido anti-horário, as otoya, essas diferenças de sentido eram dadas pelo sentido helicoidal em que eram dispostas as rémiges do conto da flecha.

## Ação da flecha
Conforme a flecha voa em direção ao alvo, sua haste irá entortar-se e flexionar de um lado para o outro, lembrando um peixe debatendo-se fora da água e caracterizando um fenômeno conhecido como paradoxo do arqueiro.

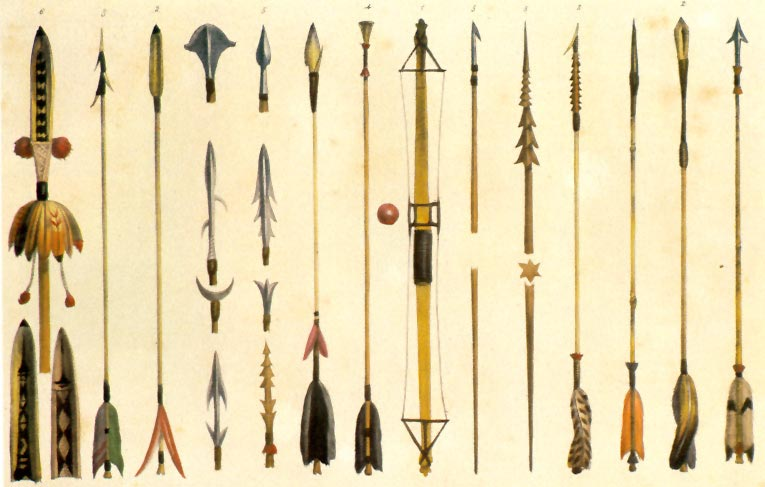
Pintura de Jean-Baptiste Debret de 1834 retratando diferentes tipos de flechas indígenas brasileiras.

O equipamento, espécie de coldre ou estojo, usado para carregar as flechas usadas pelos arqueiros desde a mais remota antiguidade, é chamado de aljava.

## Derivações do termo
O termo "flecha" também é usado para o símbolo gráfico utilizado universalmente para apontar ou indicar direção, sendo em sua forma mais sintética um segmento de linha com um triângulo afixado numa ponta, e em formas mais complexas a representação de uma flecha de verdade. Pode ser utilizado para indicar uma posição no mapa, um item na tela do computador (no caso de um cursor), ou em uma lista, por exemplo.
Em aviação, o termo flecha serve para dar a maior distância entre a linha média (linha formada pelos pontos médios entre o intradorso e o extradorso) e a corda de um perfil de uma asa.

## Quanto às pontas

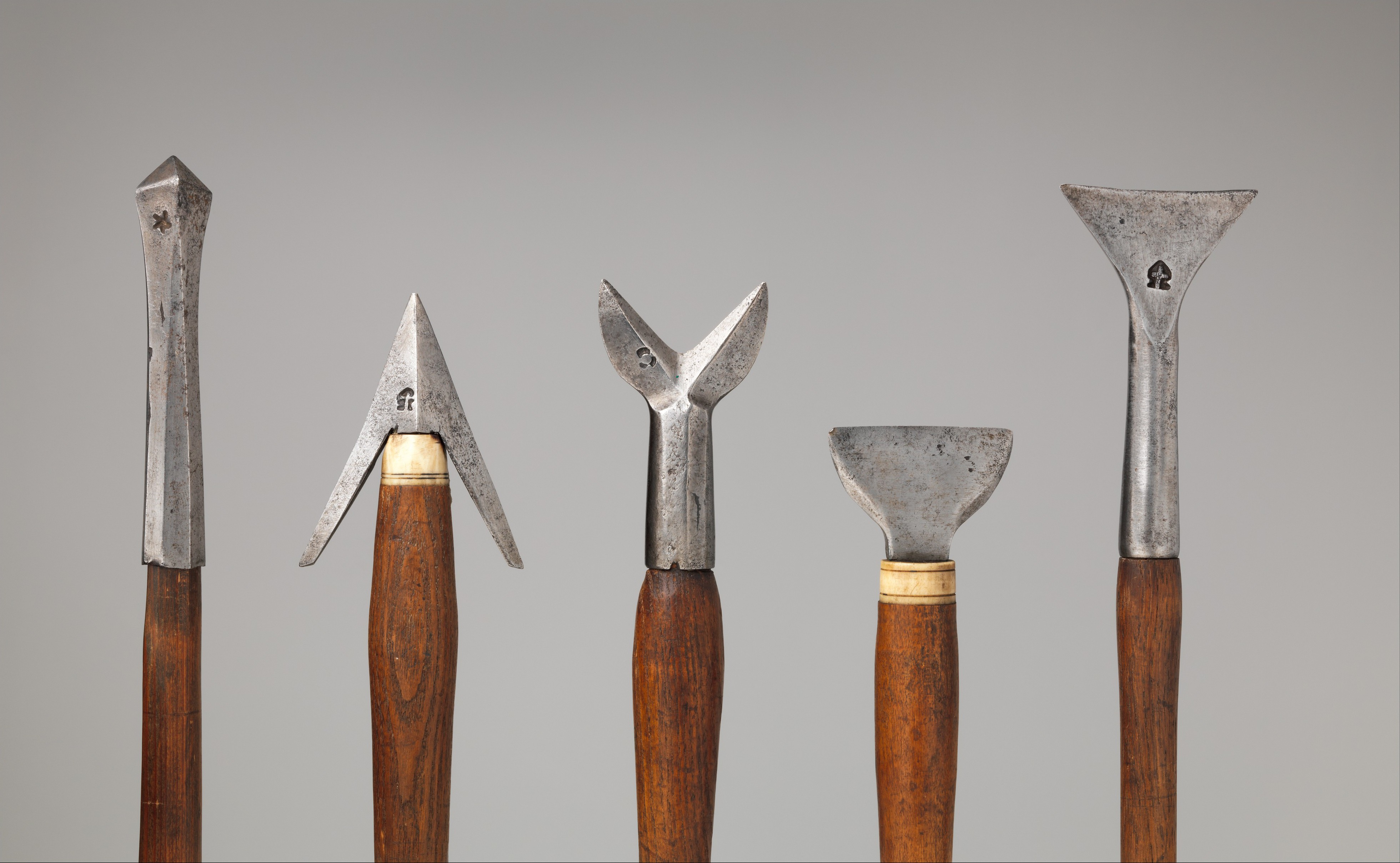
Diferentes tipos de pontas de flechas

Havia uma enorme variedade de pontas de flechas, muitas dos quais coincidem com os tipos de pontas usadas nos virotes, pelo que se elencam as de uso mais corrente, sendo certo que haverá outros tipos ou mesmo que houve tipos mistos de pontas:
- Ponta Romba – também chamada «ponta rombuda» ou mesmo «sem ponta» (em inglês dão pelo nome de blunt point; e em francês dão pelo nome de matras[16]). Este tipo de pontas  eram essencialmente compostas pela haste de pau e usavam-se mormente na então chamada caça passareira (i.e. a caça a aves, sem recurso a armadilhas- a chamada caça de aucúpio[17] - e sem recurso a aves de rapina - a chamada caça de citraria[18] ou de volataria[19]) e na caça miúda (aquela que tem por alvo animais de pequena envergadura), com o intuito de preservar as penas ou a pelagem da peça de caça.[20] Também se usavam no treino de tiro, fosse em alvo estático ou móvel, especialmente dado o seu módico custo de fabrico, face a outros tipos de projécteis dotados de pontas de metal perfurantes.[21] Os matras franceses continham uma ponta metálica, mas romba, sendo certo que também terão existido exemplares portugueses do mesmo género.[22] No entanto, nestes casos, estes tipos de pontas eram  usados mais num contexto de treino militar, com o intuito de preparar os cavaleiros, envergando a armadura, para se esquivarem dos tiros dos besteiros, usando neles virotes que não perfuravam a armadura, mas que, mesmo assim, eram capazes de lhes causar hematomas, dado o poder percussivo dos disparos, que repercutia a energia cinética pelas armaduras.[23]

- Ponta coroada - a seta, neste caso, tem uma ponta serrilhada de lâminas, à guisa de coroa. Este tipo de pontas  eram empregues principalmente na actividade venatória (caça), especialmente na caça grossa, havendo o objectivo principal de fazer sangrar a presa, a fim de a enfraquecer, ou de a jarretar (ou seja cortar os tendões das pernas dos animais),[24] entorpecendo assim a sua fuga.[22] Neste tipo de caça, há uma menor preocupação por preservar a pelagem do animal.[25] Em inglês dão pelo nome de crownhead e em francês goujon.[26]

- Ponta farpada ou Ponta de garrocha - este tipo de ponta caracteriza-se pelas farpas metálicas que funcionam como um arpão, fazendo com que, assim que o virote perfure o alvo,  se mantenha preso à vítima, a menos que ela o tente arrancar, o que- além de especialmente doloroso- implicaria esfacelar a carne à volta do ponto de perfuração do virote no alvo.[27] São pontas especialmente lesivas.  Segundo Viterbo, este tipo de pontas  também davam pelo nome de garrochas[3] e, no caso dos virotes, correspondiam ao tipo de virotes usadas pelos besteiros de garrocha (chamados «besteiros de garrucha» no reinado de D. João I).[3]Ponta de folha do século XIV.

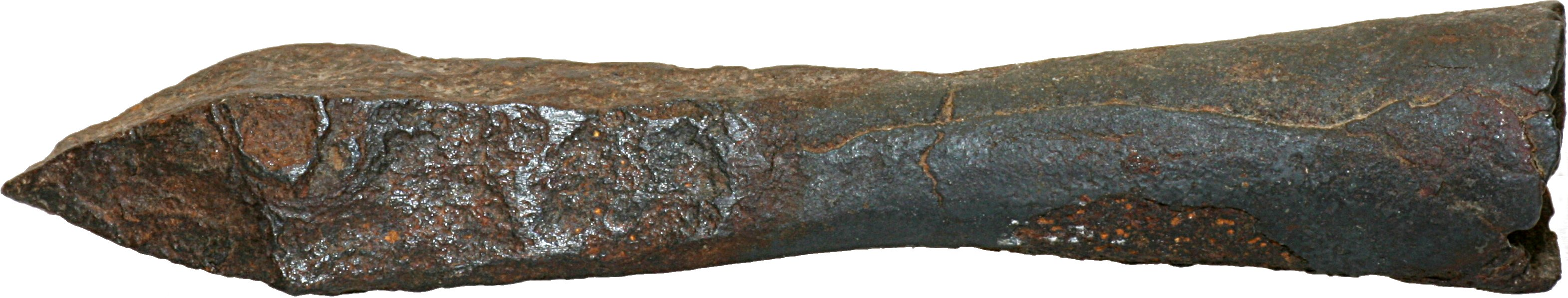
Ponta de folha do século XIV.

- Ponta larga ou Ponta de folha- tal como o nome indica, era ponta era foliforme. Era usada em flechas e virotes emplumados ou empenados com disposição helicoidal, exactamente para favorecer e maximizar a rotação giroscópica do projéctil, quando era disparado.[13] [22] Geralmente são bigumes. Têm como fito abrir um lanho ou rasgo de grandes dimensões no corpo do alvo, a partir do ponto de perfuração, a fim de induzir a morte mais rápida possível ao alvo.[13] Tratava-se de um tipo de ponta caro, por sinal, exigindo um nível razoável de sofisticação nos métodos  de fabrico.[28]  Este tipo de ponta ainda é usado hoje em dia, na caça, seja nos projécteis da besta ou do arco, sendo certo que já existem variantes modernas mais sofisticadas, como a ponta larga mecânica que, ao contrário da ponta larga clássica que tem um gume estático e constante, só espoleta as lâminas da ponta quando entra em contacto com o alvo.[29][30]  Em inglês dão pelo nome de broadhead e em francês pelo nome de feuille de laurier (folha de louro).[26]

- Dondaine ou Ponta franca – é uma ponta emblematicamente francesa, como ambos os nomes denotam.[31][22] Era usada estritamente para fins militares, a haste era grossa ou engrossava mais junto à ponta (podendo ascender aos 19 milímetros), a fim de imprimir mais peso ao projéctil e, por conseguinte, dar-lhe maior poder de perfuração.[32]  É uma ponta triangular, que pode ou não ser dotada de farpas, e que pode rematar numa extremidade fina, quase como a ponta de agulha.[33][22]

- Ponta de agulha ou Ponta estilete ou Ponta fura-malhas - Neste caso, a ponta afunilava-se o mais possível, criando um remate  aguçado que tinha como principal objectivo perfurar as armaduras de cota de malha. Ao contrário de outras pontas, como a ponta larga ou mesmo a ponta franca, que tinham finalidades corto-perfurantes, a ponta fura-malhas é totalmente perfurante. Especula-se que terão sido concebidas, também, com o intuito de prolongar ou melhorar o voo do projéctil, sendo certo que, por comparação com as pontas de folha, eram projécteis muito mais baratos de fabricar.[34] Em testes modernos, um desembesto directo de um virote deste tipo perfurou uma armadura de cota de malha, do século XV, fabricada em Damasco.[35] Em francês, esta ponta dá pelo nome de perce-maille (lit. fura-malhas)[26] e em inglês dá pelo nome de bodkin point.[32]
- Ponta aberta - esta ponta era composta por várias pontas rombas, adjacentes à ponta perfurante, que serviam para estabilizar o embate perfurador, especialmente quando o alvo envergava armadura, minimizando as possibilidades de a seta flechada poder ser deflectida no embate.[13][32]

## Flechas dos nativos do Novo Mundo
Os nativos do Novo Mundo fabricavam suas flechas utilizando os mais diversos tipos de espécies vegetais. As pontas das flechas podiam ser de madeira, osso, ferrão de arraia, dentes de tubarão, obsidiana, ágata, jaspe, madeira petrificada e outros materiais. As pontas podiam ser envenenadas ou não
Os Uru-Eu-Wau-Wau, ou Boca Negra, de Rondônia, utilizavam, para a pescaria, flechas com pontas de pupunha e algumas vezes de osso de onça. Os Carijó do Estado de São Paulo faziam as pontas das flechas com nervos e chifres de veados. Os Tapirapé do Mato Grosso usavam osso ou ferrão de arraia para as pontas das flechas. Já os Kaingang, ou Coroado, do Paraná e Santa Catarina empregavam pontas farpadas para o abate de veados, peixes e pequenos mamíferos; pontas lisas e maiores eram para a caça de antas e onças; pontas rombudas eram para macacos e aves.

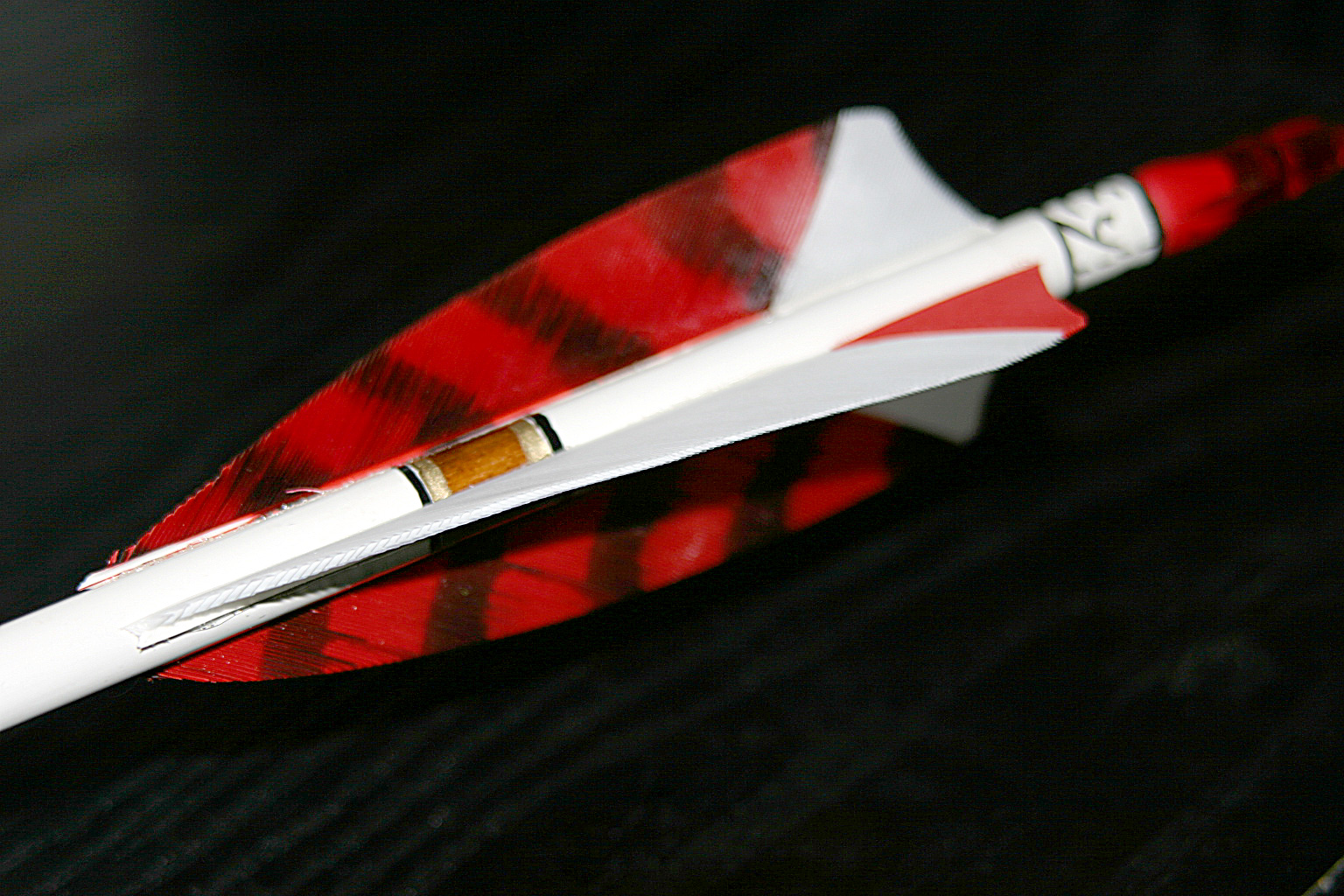
Rêmiges de uma flecha.

Os Shasta da Califórnia, quando não queriam danificar pequenos animais atingidos, empregavam flechas com pontas rombudas, formadas por duas pequenas peças de osso ou madeira dura fixadas transversalmente na ponta. O mesmo tipo de flecha era adotado para atingir trutas em águas rasas. A ponta era colocada logo abaixo da superfície da água e a flecha era disparada em direção da cabeça do peixe.
Índios de Pernambuco utilizavam, no início do século XVII, dentes de tubarão como pontas de suas flechas. Várias tribos amazônicas colocavam na ponta de suas flechas, nas suas pescarias, o raio ósseo de mandi que mantinha o peixe fisgado devido à serrilha nele presente. Os Botocudo da Amazônia faziam as pontas de flecha de taquara ou de madeira dura provida de inúmeras farpas, que dificultava sua remoção quando penetrava no alvo. Eles empregavam diferentes pontas de flechas, dependendo da finalidade a que se destinavam. Para o abate de pequenas aves e para não destruí-las, ao invés de flechas eram arremessadas com o arco pequenas bolas de cera ou madeira. Os índios da bacia do rio Uaupés da Amazônia faziam as pontas das flechas de paxiúba, bambu, osso, dente de onça ou de peixe e de espinhos de patauá. Os Maués do Amazonas tinham vários tipos de flechas: dois tipos para pesca, um tipo para caça grande, um para aves e um para guerra.
Os Xiriana-Teri do norte do estado do Amazonas fabricavam seus arcos e pontas de flechas de várias palmeiras. Os arcos eram confeccionados principalmente da Oenocarpus bacaba e da Jessenia bataua utilizando como ferramenta de corte a parte inferior do maxilar da queixada. Cerca de 10 espécies de palmeiras eram usadas no fabrico de pontas de flechas. Estas muitas vezes recebiam fendas laterais para que se quebrassem dentro do corpo da caça. Na caça ao macaco a ponta da flecha era impregnada com um veneno derivado da resina de Virola theiodora, que relaxa os músculos. Penas eram fixadas nas flechas com linhas que eram fortalecidas com o emprego de resinas como a obtida da árvore anani (Symphonia globulifera L.F.).
Flechas incendiárias eram utilizadas pelos índios chilenos do século XVI para queimar malocas dos inimigos e mesmo embarcações dos europeus.
Os Panari do Mato Grosso e Pará faziam o tratamento com sucesso de dores fortes e febres com técnica semelhante à acupuntura. Uma miniflecha de vinte centímetros de comprimento era atirada com pequeno arco e a ponta de osso bem fino penetrava dois milímetros na pele do local afetado.
Para endireitar as varetas das quais seriam feitas as flechas, os Hupa as passavam pelo orifício do perfilador de flechas e as flexionavam até não apresentarem nenhuma curvatura.
Índios venezuelanos faziam intenso uso do fogo e água para confeccionar suas armas e embarcações. Com o fogo queimavam a madeira com maior ou menor intensidade, dependendo do que se queria produzir e com conchas davam o acabamento para se tornar um tacape, arco ou ponta de flecha, por exemplo. A ponta da flecha era da própria madeira afiada ou de ferrão de arraia aí preso com auxílio de resina. O curare também era de largo uso entre eles. Os Tupinambá do litoral brasileiro no século XVI também empregavam como ponta de suas flechas, além de ossos e taquaras, o ferrão da arraia.
Flechas dos índios do norte da Califórnia eram feitas de madeira pesada como Philadelphus lewisii, que, embora fossem mais lentas que as flechas do sul feitas de Phragmites spp., tinham alto poder de impacto. Os Modoc e os Klamath empregavam, na caça às aves aquáticas, flechas sem penas na rabeira e com um pequeno anel de tendão e breu próximo à ponta. Assim, quando atiradas, as flechas defletiam na superfície da água sem afundar, o que aumentava a chance de atingir algum animal Vários outros materiais eram usados na fabricação das pontas de flecha como obsidiana, ágata, jaspe e outras pedras coloridas, além de madeira petrificada.